# 삼분초등학교
삼분초등학교는 대한민국 경상북도 의성군 다인면에 있었던 초등학교이다.

## 연혁
- 1935년 5월 2일 다인공립보통학교 부설 삼분간이학교 개교
- 1938년 4월 1일 다인공립심상소학교 부설 삼분간이학교 개편
- 1941년 4월 1일 다인공립국민학교 삼분분교 개편
- 1943년 6월 30일 삼분공립국민학교 승격 인가
- 1943년 7월 13일 삼분공립국민학교 승격 분리
- 일자미상 삼분국민학교 개편
- 1985년 3월 1일 병설유치원 개원
- 1996년 3월 1일 삼분초등학교 개편
- 1999년 9월 1일 폐교 및 안계초등학교 통폐합